# Eszeveszett küzdelem
Az Eszeveszett küzdelem (eredeti cím: Extraordinary Measures) 2010-ben bemutatott, igaz történeten alapuló amerikai filmdráma, főszereplői Harrison Ford és Brendan Fraser. Magyarországon nem vetítették a mozikban.

## Történet
John és Aileen Crowley három gyermekéből kettő súlyos beteg. Egy ritka genetikai betegségben szenvednek, aminek „Pompe” a neve, amit a glikogén felhalmozódása a sejtekben okoz, ennek következtében a belső szervek izmai és az idegsejtek is lassan elhalnak. Az életkilátások nagyon rosszak, a leghosszabb elért életkor 9 év, és az ő nagyobbik gyermekük 8 éves, a másik 6 (legkisebb gyermekük egészséges). A házaspár kétségbeesetten kutat gyógymód után, azonban gyógyszer még nem létezik a betegségre. Már-már reményüket vesztik, amikor John Crowley felfigyel Dr. Stonehill genetikus cikkeire, aki bár kizárólag a betegség elméleti kutatásával foglalkozik, betegeket nem fogad, de az általa (elméletben) kidolgozott szer talán képes meggyógyítani a gyerekeket. Ahhoz azonban, hogy a kutatás eredményes legyen, az elméleten, a kutató rábeszélésén a részvételre és a kitartó munkán kívül sok pénz is kell. Dr. Stonehill az összeget félmillió dollárra becsüli.
Az apa egy nagyvállalatnál üzletember, ezért először alapítványt hoz létre, az alapítvány azonban nem tud elég pénzt összeszedni a megszabott egy hónap alatt a kutatás megindítására, ezért felkeresnek egy hasonló profilú, tőkeerős céget, akik 10 millió dollárral beszállnak a projektbe, azonban kemény feltételeket szabnak, és megpróbálják a nagyvállalati környezetben bevált kutatási módszereiket ráerőltetni a végletekig individualista Dr. Stonehillre, akit végül elmozdítanak a projekt éléről. Ezt a döntést kényszerűségből maga John Crowley hozza meg. A vállalat ugyanis nem 1, hanem 4 kutatócsoportot állít fel, akik egymással versengve próbálják a célként kitűzött szert előállítani. John Crowley először hevesen ellenzi ezt, mivel az erőforrások pazarlásának tartja. Ő a csoportok egyesítését javasolja, azonban a gyakorlat a vállalatot igazolja: a Dr. Stonehill által kifejlesztett szer elméletileg ugyan jobb a többinél, azonban kevésbé hatékonyan lehet gyártani, ezt maga Stonehill ismeri el. Ezért egy gyengébb, de alkalmazhatóbb szert állítanak elő. John Crowley-t összeférhetetlenség miatt leváltják ugyan, de a kísérleti szert az ő két gyermekén próbálják ki, mert a kísérletnek ebben a szakaszában olyan alanyokra van szükség, akik mindketten ugyanabban a Pompe betegségben szenvednek és egyúttal testvérek is. A szer beválik, a gyerekek életben maradnak, Dr. Stonehill pedig a saját nevét viselő kutatóintézetet vezetheti.
John Crowley a történet során többször megteszi az utat Chicago, Seattle és Nebraska állam között.

## Szereplők
| Szerep                      | Színész           | Magyar hang      |
| --------------------------- | ----------------- | ---------------- |
| John Crowley                | Brendan Fraser    | Széles László    |
| Dr. Robert Stonehill        | Harrison Ford     | Végvári Tamás    |
| Aileen Crowley              | Keri Russell      | Pálfi Kata       |
| Megan Crowley               | Meredith Droeger  | Győriványi Laura |
| Patrick Crowley             | Diego Velazquez   | Bogdán Gergő     |
| John Crowley, Jr.           | Sam M. Hall       | Straub Norbert   |
| Dr. Kent Webber             | Jared Harris      | Hannus Zoltán    |
| Erich Loring, vezérigazgató | Patrick Bauchau   | Cs. Németh Lajos |
| Pete Sutphen                | Alan Ruck         | Koncz István     |
| Dr. Renzler                 | David Clennon     | Várkonyi András  |
| Sal                         | Dee Wallace       |                  |
| Marcus Temple               | Courtney B. Vance | Kardos Róbert    |
| Wendy Temple                | Ayanna Berkshire  |                  |
| Dr. Preston                 | P.J. Byrne        | Elek Ferenc      |
| Dr. Allegria                | Andrea White      |                  |
| Niles                       | G.J. Echternkamp  |                  |
| Vinh Tran                   | Vu Pham           |                  |
| Cal Dunning                 | Derek Webster     | Törköly Levente  |